# Dekanat grodziski (archidiecezja poznańska)
Dekanat grodziski – jeden z 43 dekanatów archidiecezji poznańskiej. 

## Parafie
- Parafia św. Marcina w Bukowcu (Bukowiec)
- Parafia Najświętszego Serca Pana Jezusa w Grodzisku Wielkopolskim
- Parafia św. Faustyny w Grodzisku Wielkopolskim
- Parafia św. Jadwigi w Grodzisku Wielkopolskim
- Parafia Najświętszego Serca Jezusowego w Jabłonnie (Jabłonna)
- parafia pw. św. Wawrzyńca (Kamieniec)
- Parafia Niepokalanego Serca Najświętszej Maryi Panny w Kąkolewie (Kąkolewo)
- Parafia św. Michała Archanioła w Parzęczewie (Parzęczewo)
- Parafia Świętych Apostołów Piotra i Pawła w Ptaszkowie (Ptaszkowo)
- Parafia św. Urszuli w Ruchocicach (Ruchocice)
- Parafia św. Andrzeja Boboli w Sątopach (Sątopy)

### Sąsiednie dekanaty
- kościańskim,
- śmigielskim,
- wolsztyńskim,
- zbąszyńskim,
- lwówecki,
- bukowskim,
- stęszewski.

## Historia
Historycznie cały obszar ówczesnego dekanatu grodziskiego należał do Królestwa Polskiego, pod względem państwowo-administracyjnym do powiatów poznańskiego i kościańskiego. Najstarszymi jego ośrodkami kościelnymi wydają się w świetle przekazów źródłowych być: Zbąszyń z X–XI w., Niałek z XII w. i być może również Babimost, Kębłowo, Ptaszkowo, Łęki Wielkie. Na wiek XIII przyjmuje się 14, na wiek XIV 5, a na wiek XV 7 nowych fundacji kościelnych
Środkowa i północna część dekanatu grodziskiego jak i sąsiednia Lwóweckiego pokryta była rozległymi lasami.Stosunkowo gęsta była sieć parafii we wschodniej i południowej części dekanatu między rzekami Mogilnicą i Obrą.
W źródłach nie ma śladu, aby w Grodzisku istniał kościół przed XIII wiekiem. Założono go pw. św. Jadwigi dopiero po roku 1267, (roku jej kanonizacji). Fundatorem kościoła był zapewne komes Piotrko syn Prandoty, w 1275 stolnik, 1278–1297 kasztelan, 1297–1299 wojewoda poznański z synami Prandotą i Bogufałem, nieznanego rodu.

## Galeria

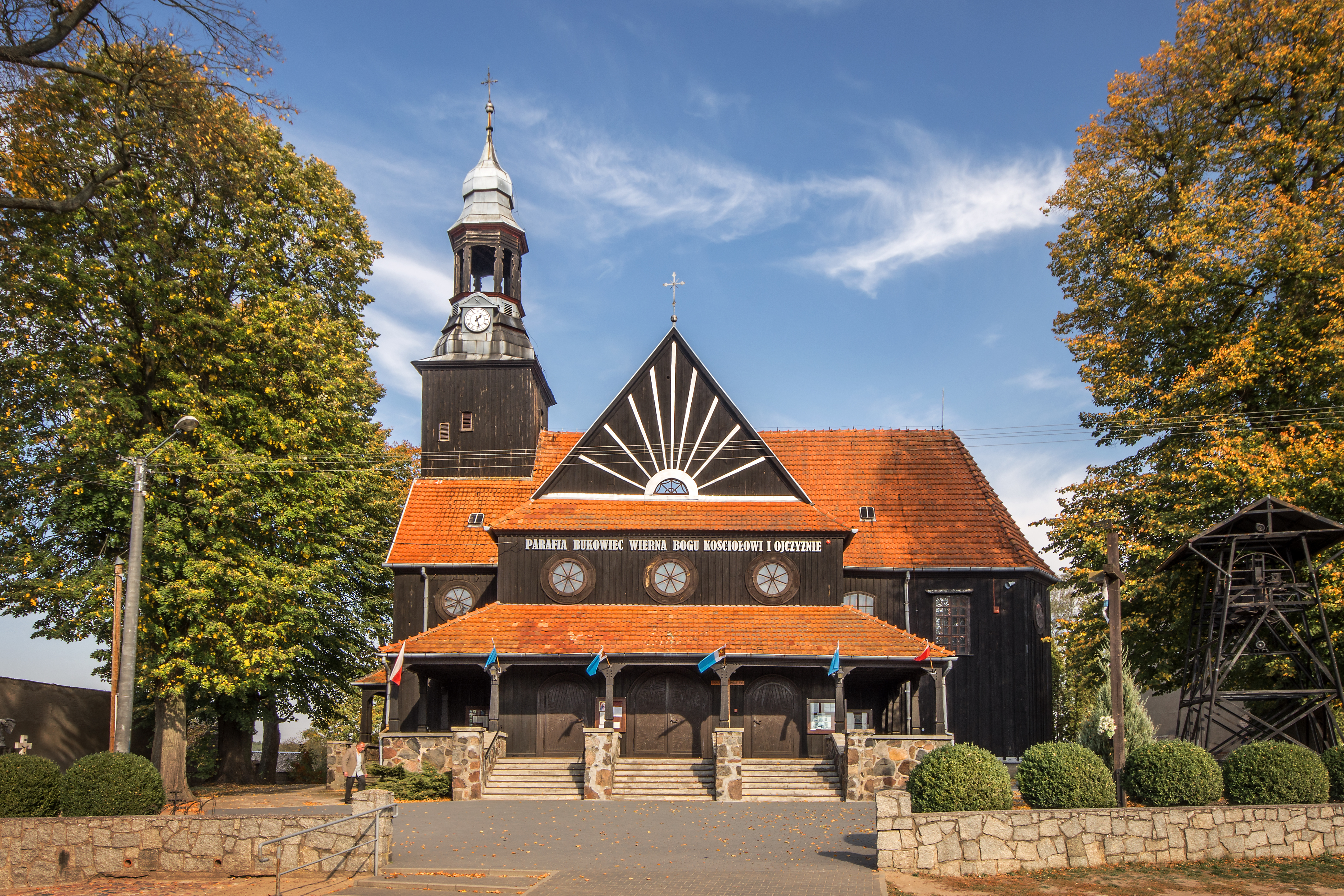
Kościół w Bukowcu
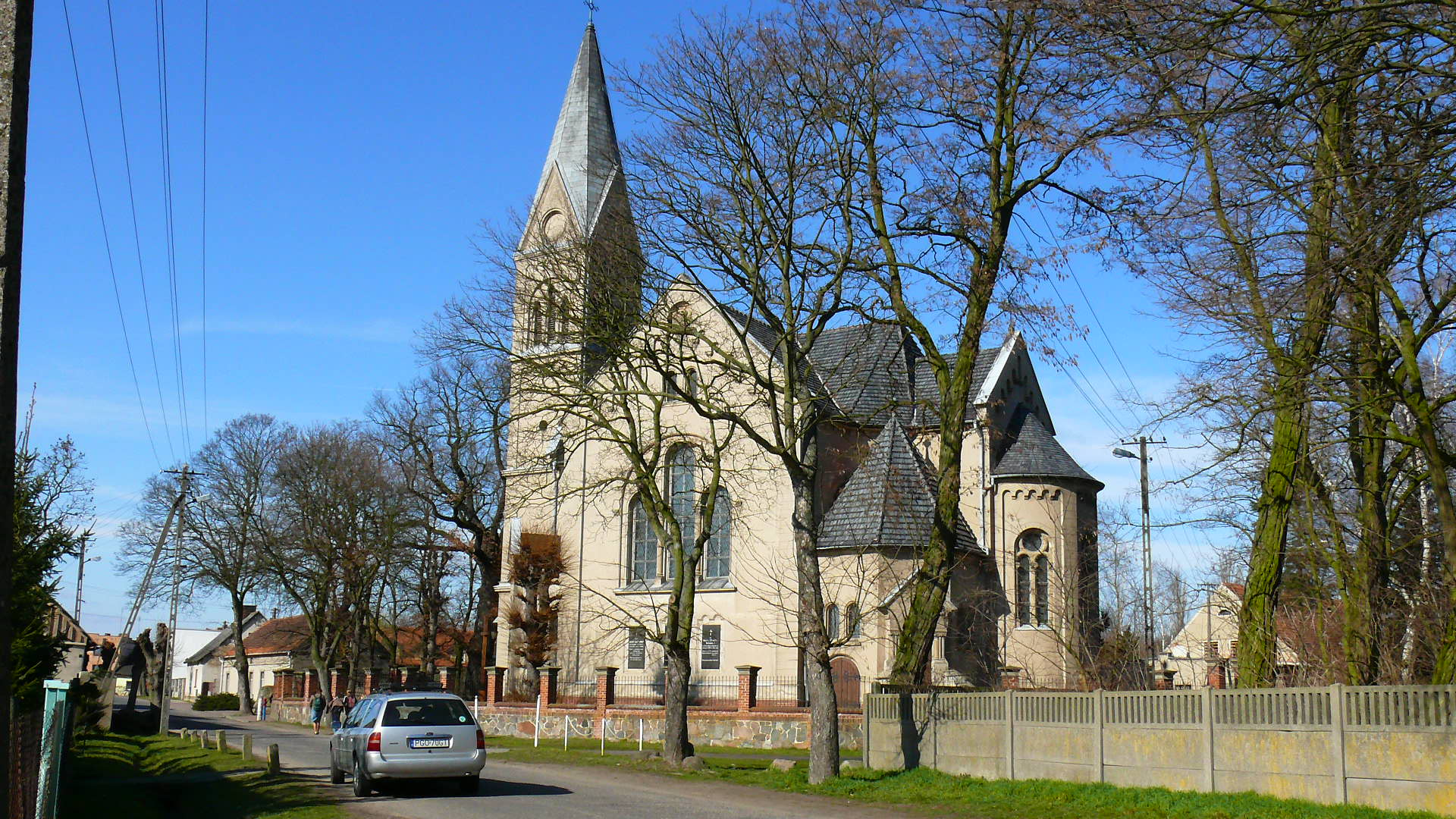
Kościół w Ptaszkowie
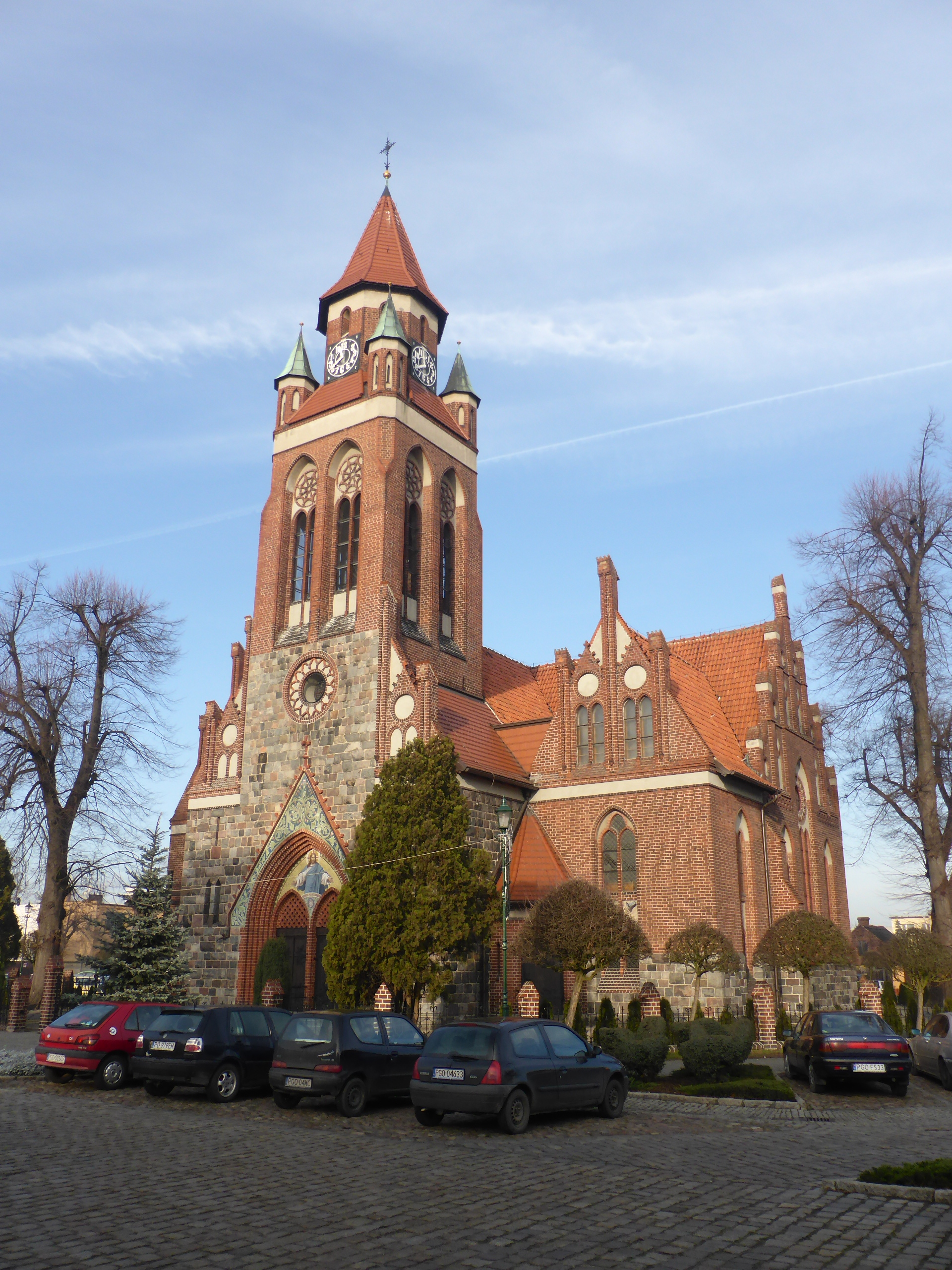
Kościół pw. Najśw. Serca Pana Jezusa w Grodzisku Wlkp.
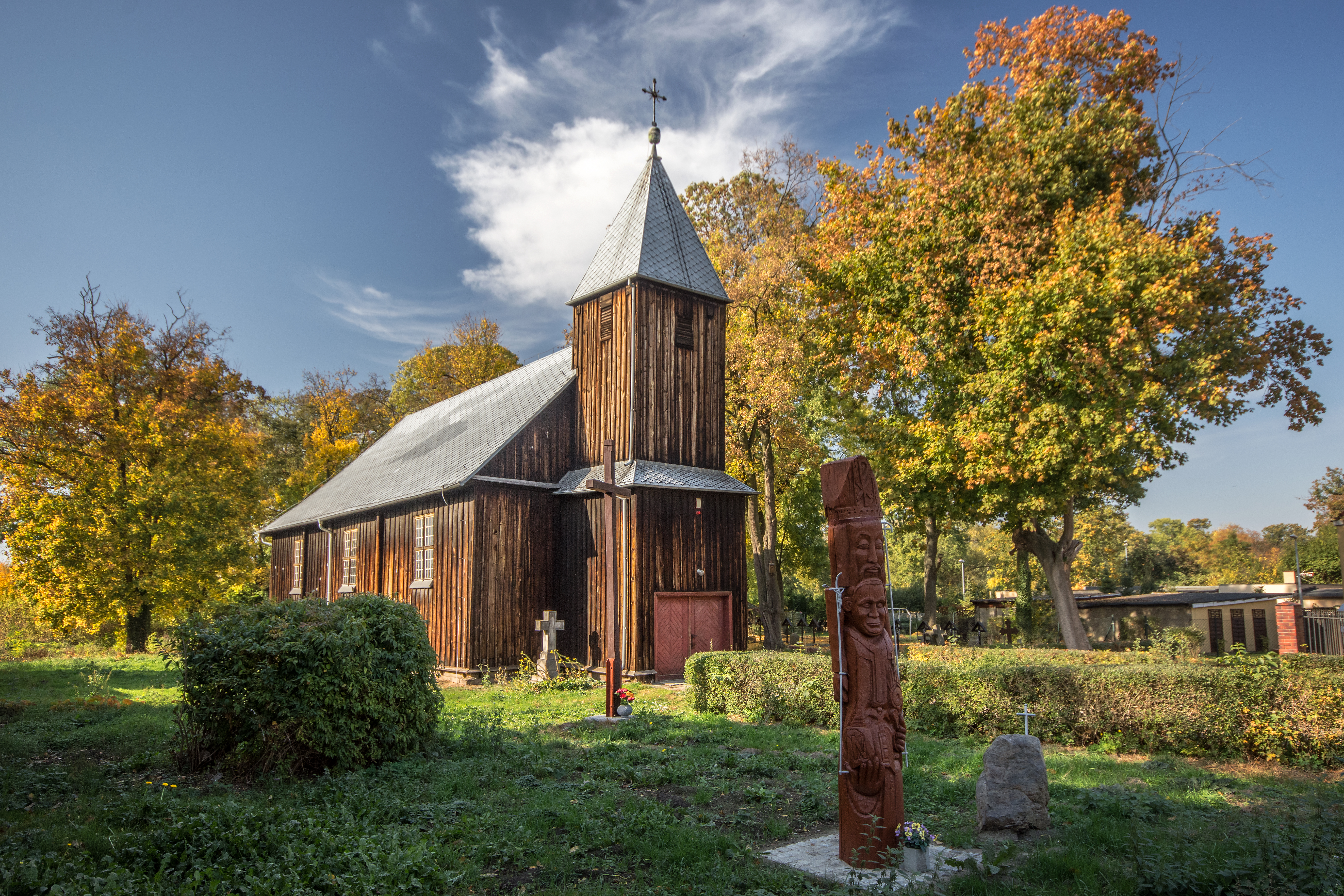
Kościół pw. Świętego Ducha w Grodzisku Wlkp.
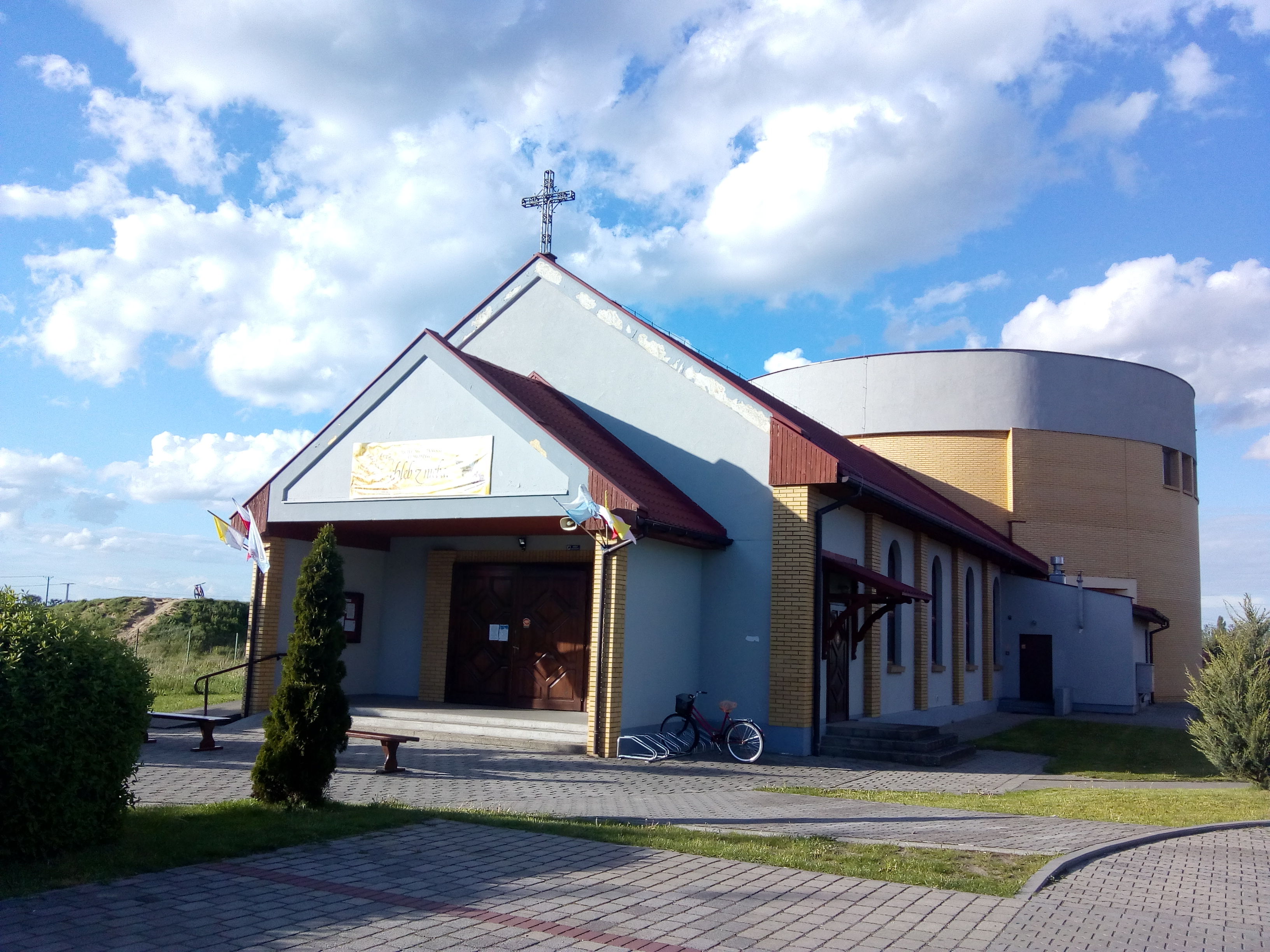
Kościół pw. św. Faustyny w Grodzisku Wlkp.
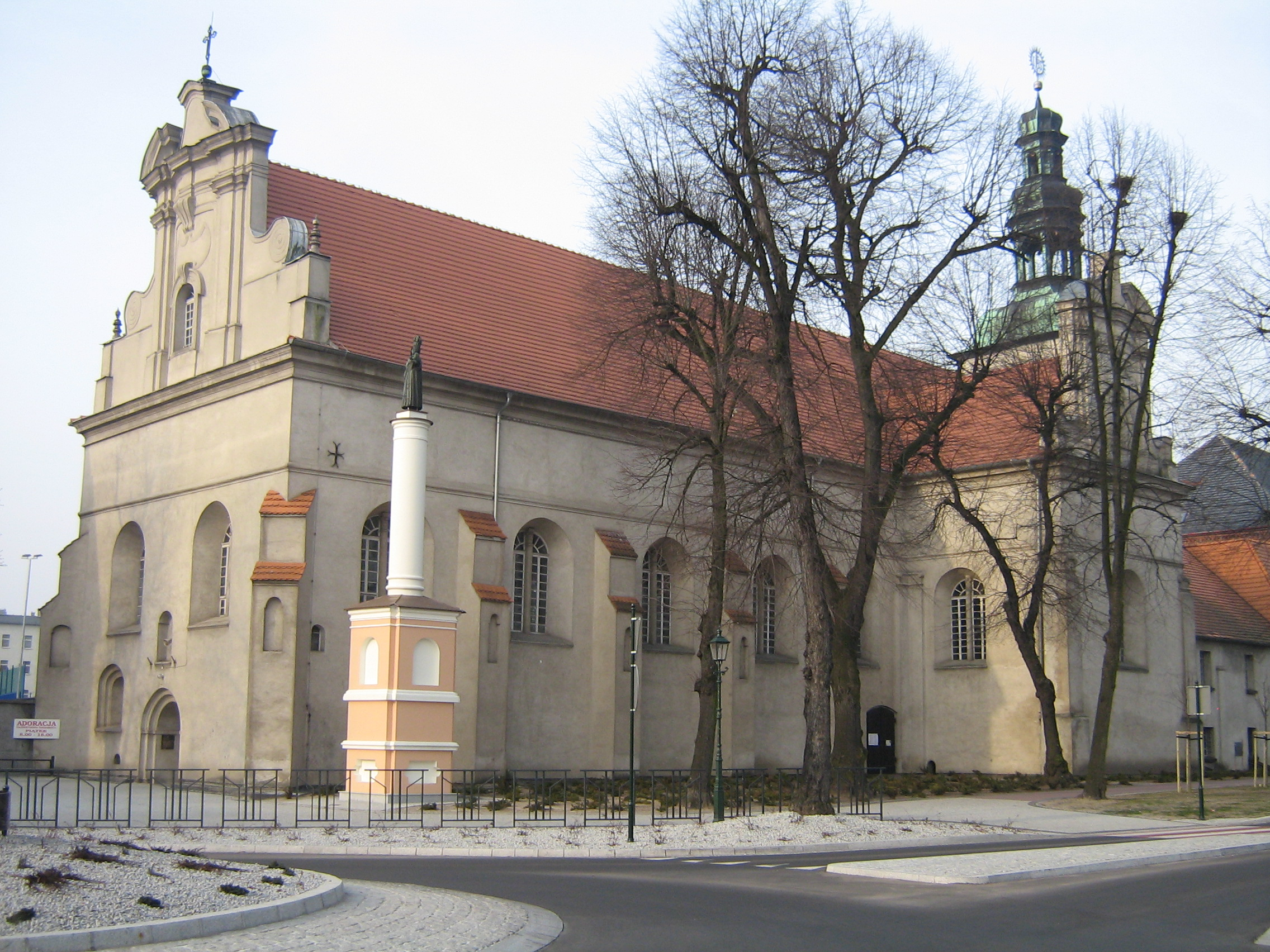
Kościół pw. Najświętszego Imienia Jezus oraz Niepokalanego Poczęcia Najświętszej Maryi Panny w Grodzisku Wlkp.
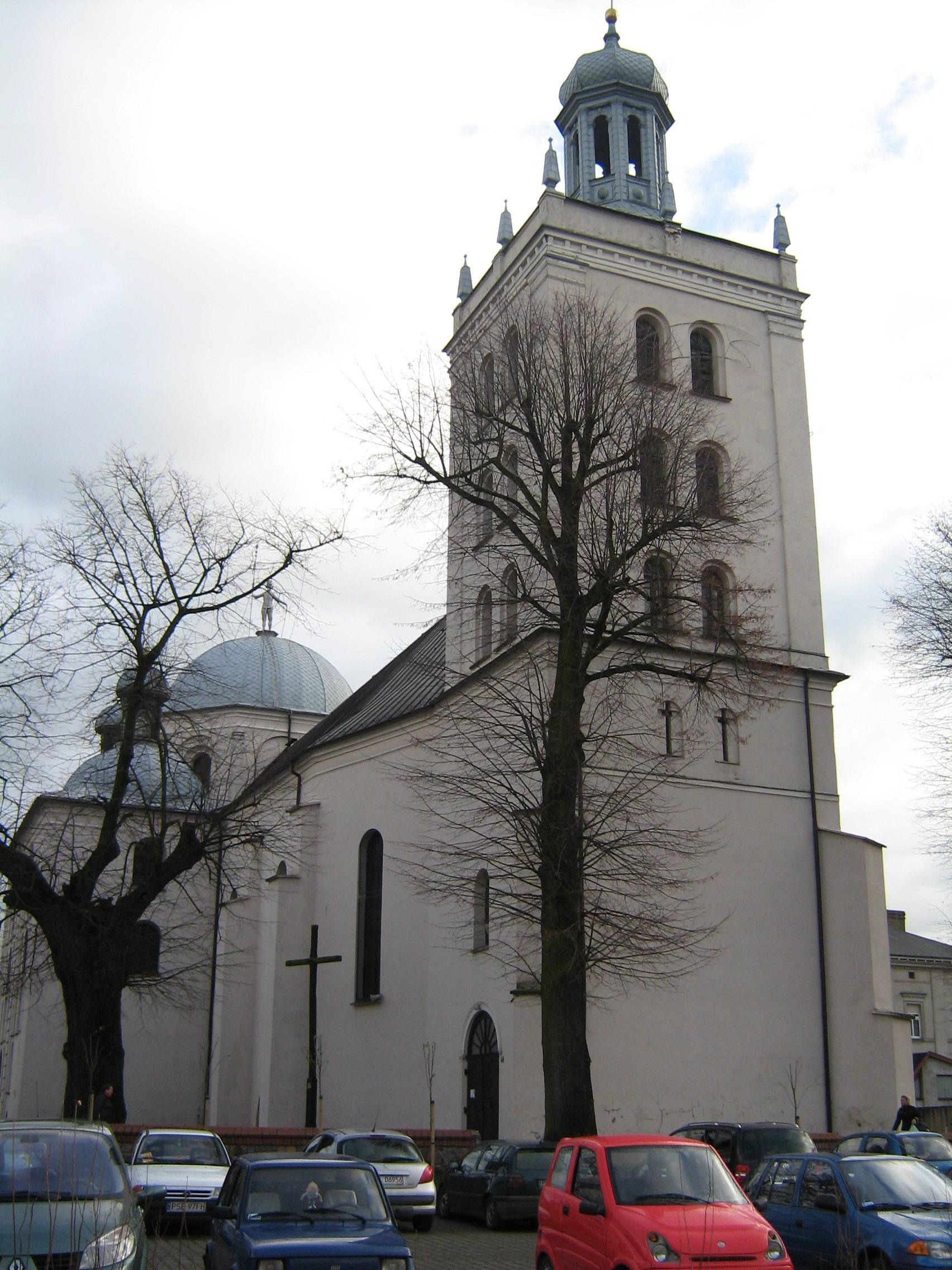
Kościół Farny pw. św. Jadwigi Śląskiej w Grodzisku Wlkp.
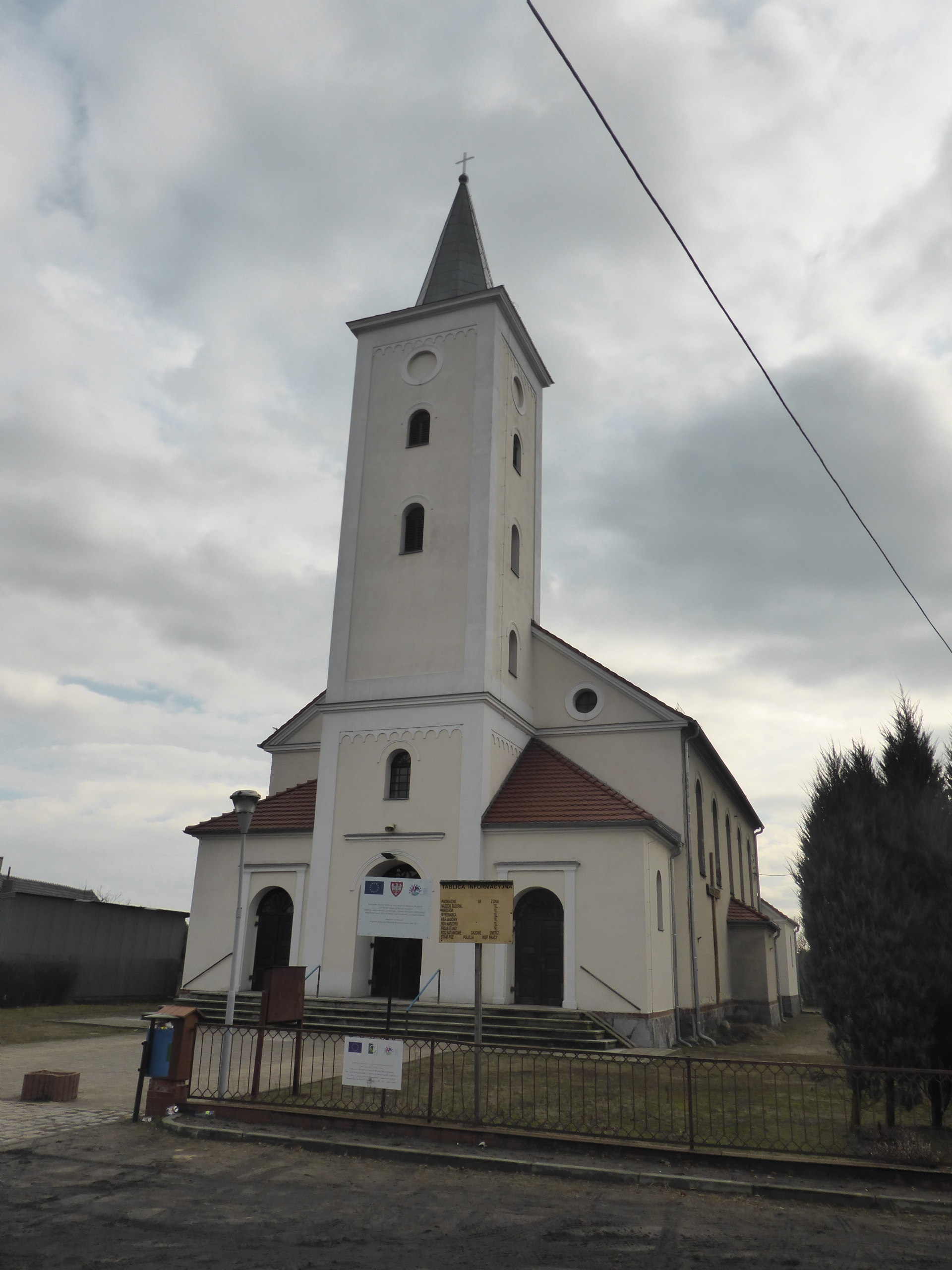
Kościół pw. Najśw. Serca Jezusowego w Jabłonnie
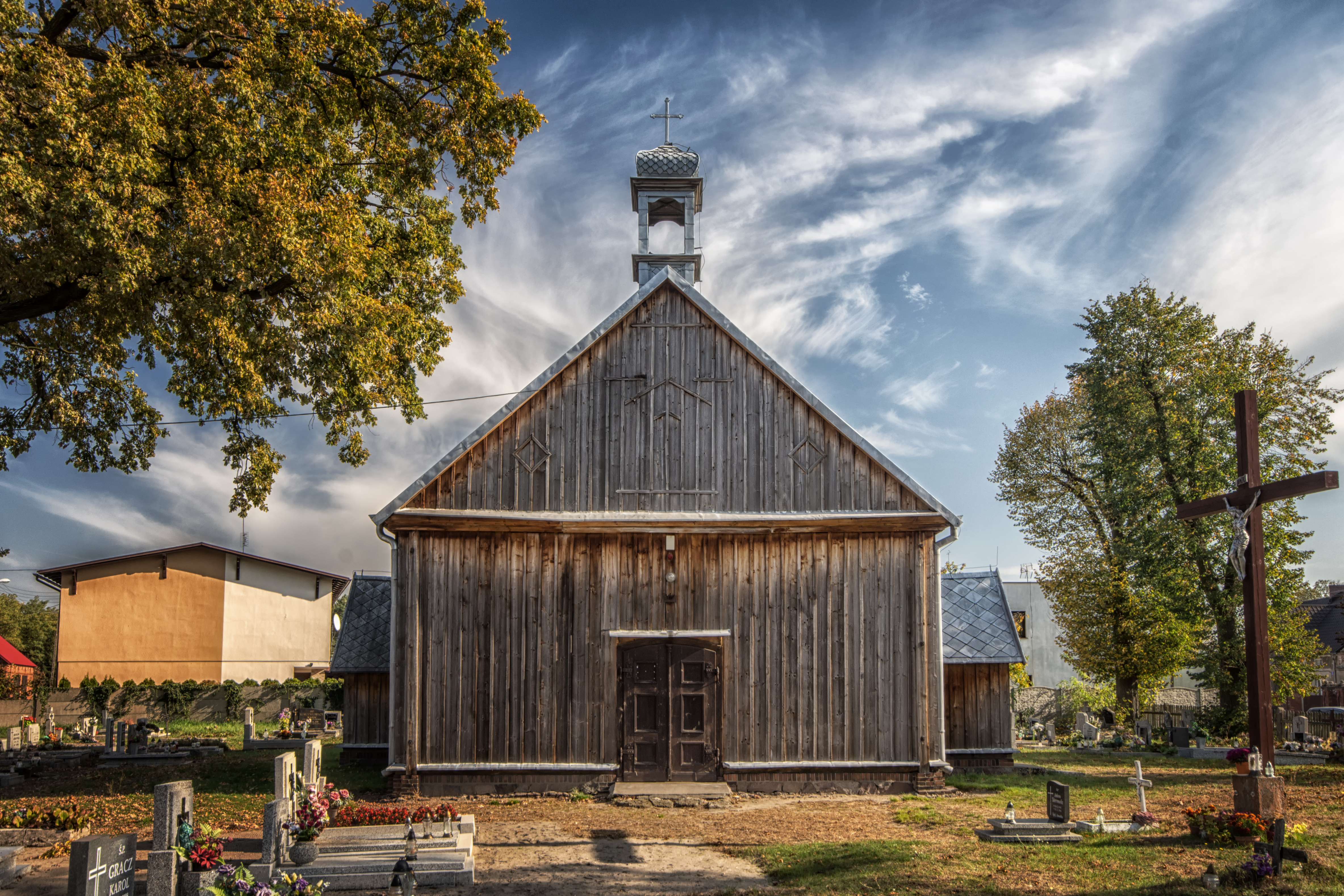
Kościół pw. św. Michała Archanioła w Jabłonnie
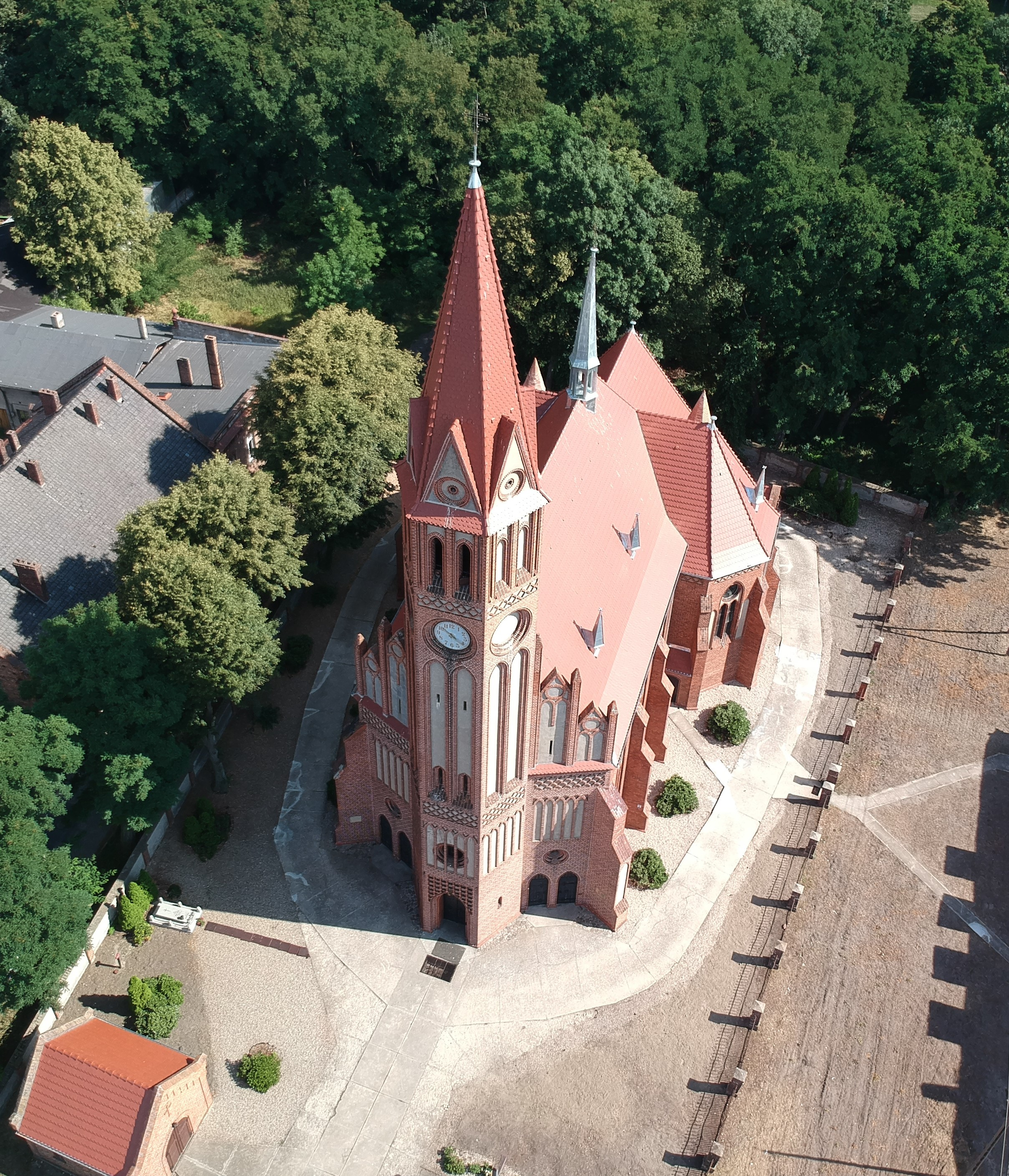
Kościół w Kamieńcu
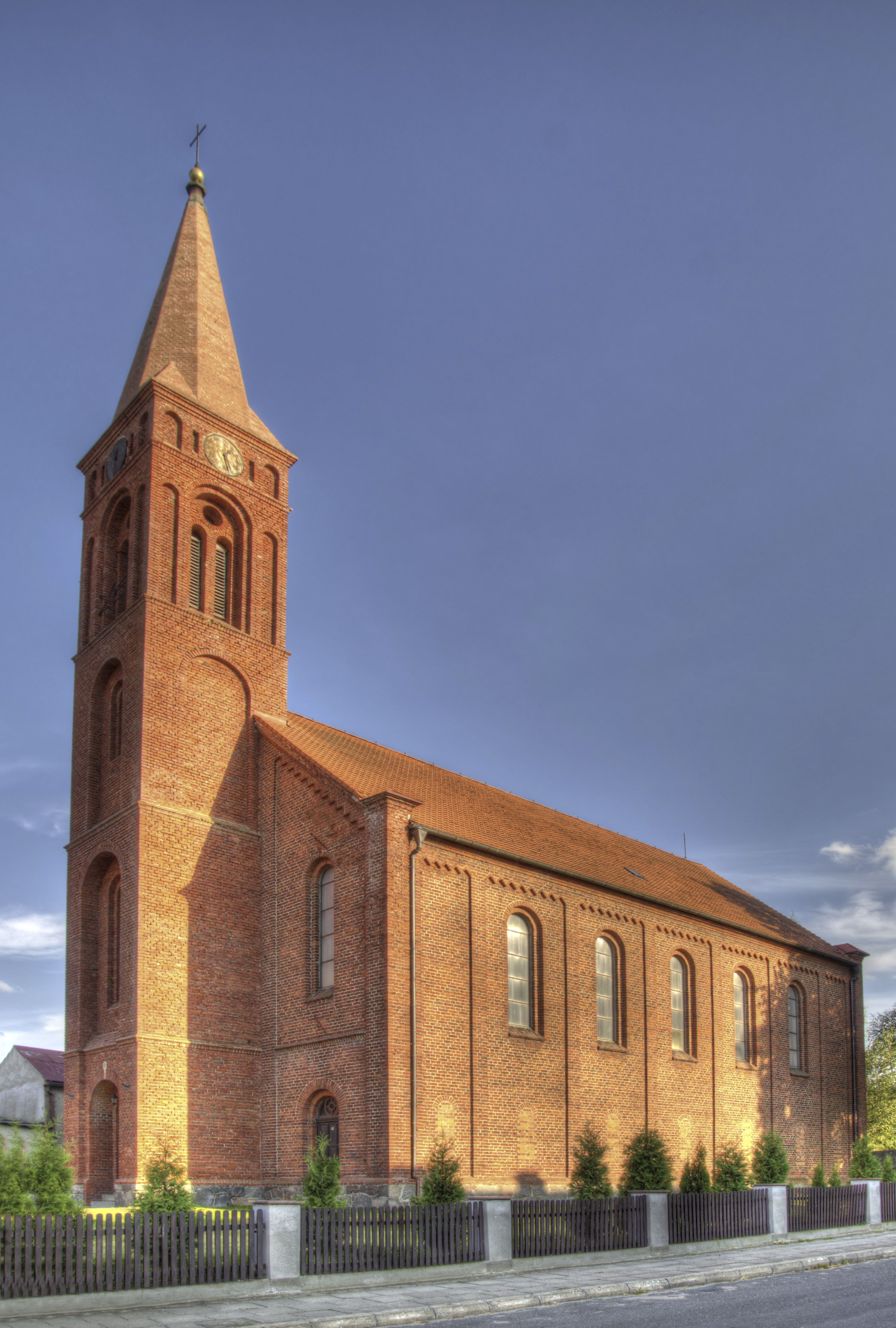
Kościół w Kąkolewie
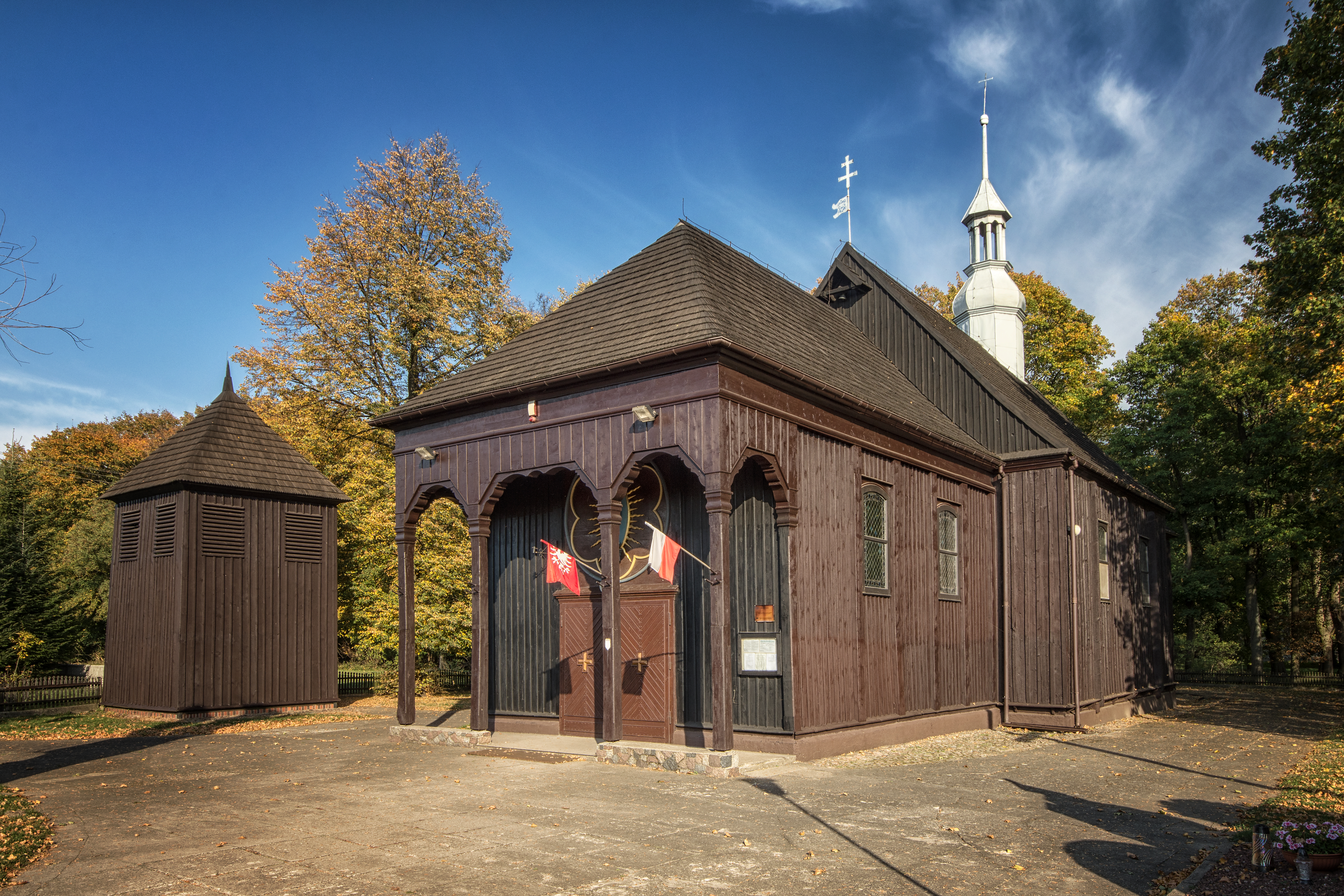
Kościół w Parzęczewie
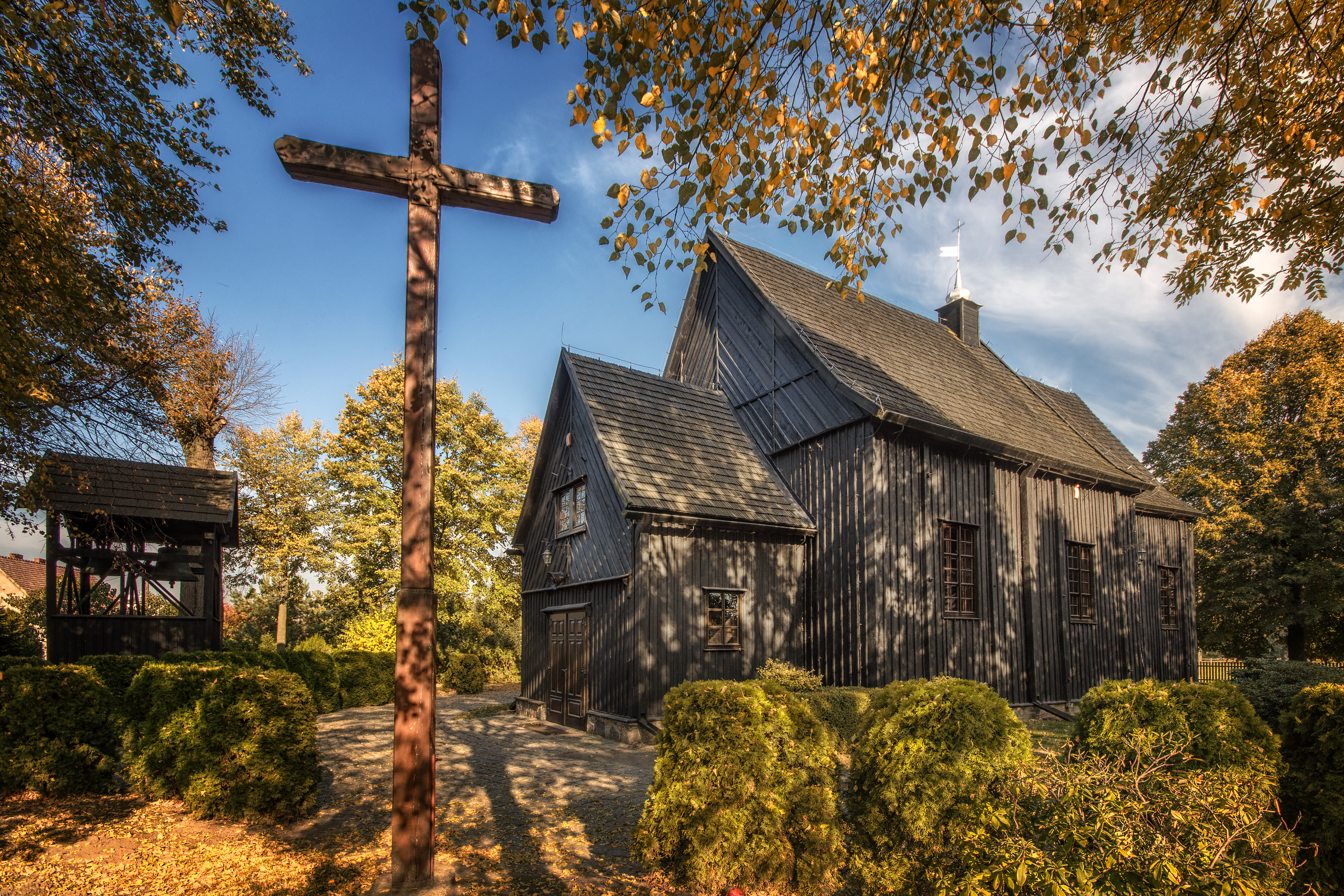
Kościół w Ruchocicach
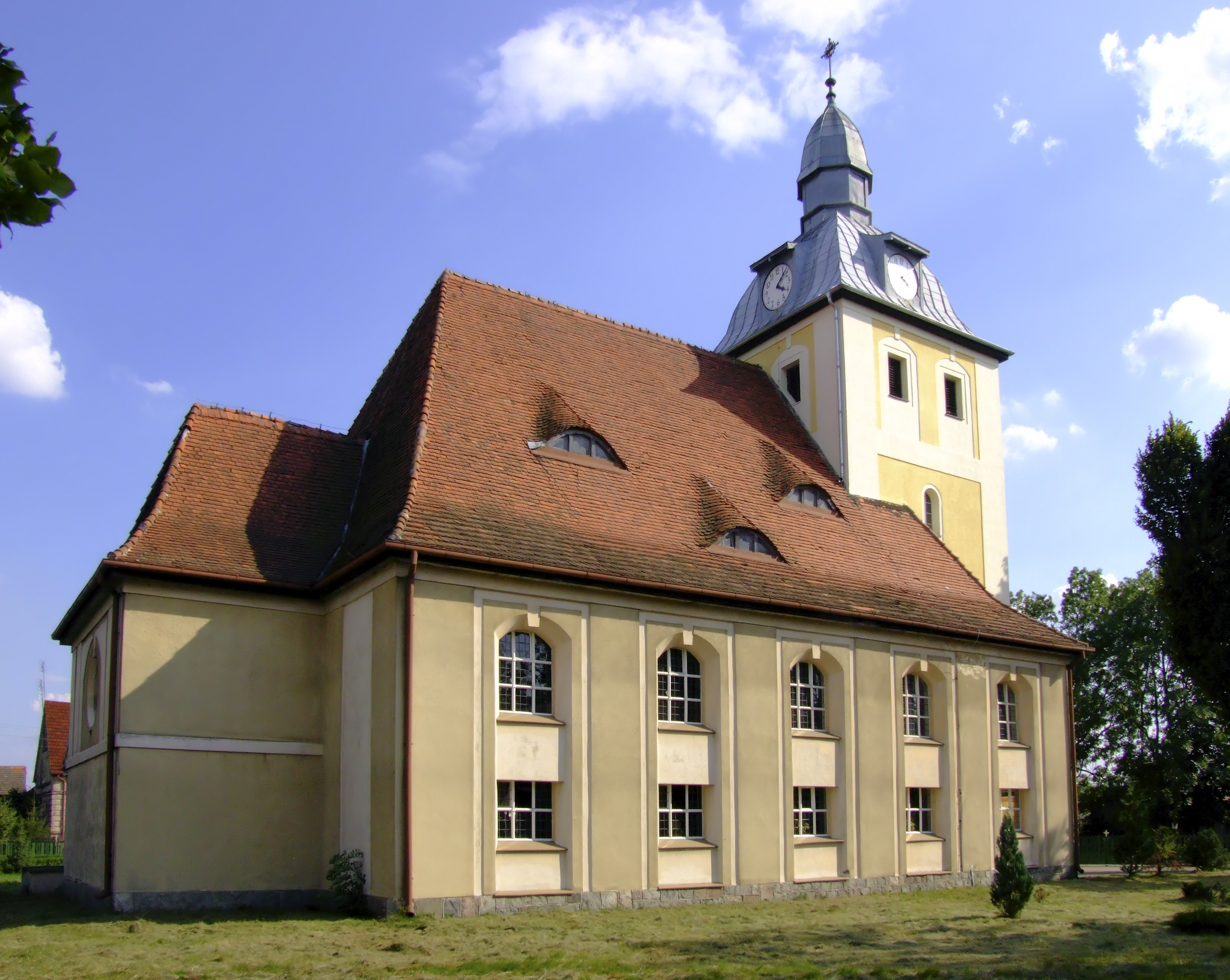
Kościół w Sątopach